# Introduction to Denmark
Introduction to Denmark er en dansk dokumentarfilm fra 1961 instrueret af Henning Nystad efter eget manuskript.

## Handling
Danmark som natur, idyl, industri, nøjsomhed og kvalitet. Kort og "uhøjtidelig" præsentation af Danmark og danskerne.